# Son Granada
Son Granada és una antiga possessió del terme de Llucmajor, Mallorca, situada a la marina.
Son Granada figura al Llibre del Repartiment de Mallorca com a alqueria Protocugel i correspongué a Berenguer de Pregaminer. El 1258 passà a Ferrer de Granada, del qual prengué el nom. Era de les més extenses del terme i arribava fins a Son Verí i el cap Enderrocat. Jaume II de Mallorca projectà fundar-hi una parròquia. La possessió es dedicava a la producció de cereals i a la ramaderia ovina i caprina. El segle xviii passà als Villalonga. El segle xix se'n segregaren Son Granada de Baix a la part de la costa i Son Granada de Dalt a la part més interior.
Des de finals de 1936 fins a almenys el gener de 1938 hi funcionà, a Son Granada de Baix, un camp de concentració. Des del primer dia, els presos republicans foren utilitzats com esclaus en la construcció de l'anomenada carretera Militar (actualment carretera del cap Blanc) que havia de connectar la població de s'Arenal amb el quarter del cap Blanc i d'altres punts amb bateries de costa (cap de Regana i punta Llobera o cap Roig) que defensaven la badia de Palma.

## Jaciments arqueològics
A Son Granada de Dalt hi ha dues coves artificials d'enterrament del Bronze Antic de Mallorca (període de l'edat del bronze entre el 1800-1500 aC). La primera, situada al sementer des Garbellet o des Pi Escucullat, té fossa central i cubicle a l'absis. La cambra té 7,5 m de llargària per 2,7 m d'amplària i 1,8 m d'altària. La segona situada en el sementer de ses Vuit Quarterades, té dos cubicles, un a l'absis i l'altre al vestíbul. La cambra té 9 m de llargària per 6 m d'amplària i 1,6 m d'altària.